# Musée des arts et de la culture du Montana
Ne doit pas être confondu avec Musée d'Art de Missoula.
Le Musée des arts et de la culture du Montana (Montana Museum of Art and Culture ou MMAC) est un musée universitaire et un musée d'État américain, fondé en 1894, dans la ville de Missoula, dans le Montana. Situé sur le campus de l'université du Montana à Missoula, le MMAC possède l'une des collections les plus anciennes et les plus importantes de l'État dans le domaine culturel, qui lui a permis d'acquérir une réputation internationale.

## Historique
La collection permanente du musée, commencée en 1894, un an après l'établissement de l'université du Montana à Missoula, comprend plus de 11 000 œuvres originales. Le MMAC, anciennement dénommé Musée des beaux-arts, et alors administré par l'école des beaux-arts, est devenu un musée d'État en 2001 et est maintenant rattaché directement au bureau du Prévôt.

## Présentation
Le musée d'art et de culture du Montana acquiert et conserve l'art qui exprime l'esprit de l'Ouest américain et sa relation au monde, tant sur le plan historique que contemporain.
Mais, il ne possède pas un bâtiment dédié et utilise sept lieux de travail et de stockage sur le campus et à l'extérieur, ce qui nuit grandement à son activité et à l'efficacité de son action. En tant que musée d'université et musée d'État, le MMAC présente sa collection permanente dans deux galeries, la galerie Paxson et la galerie Henry Meloy, mais il ne peut exposer en même temps que moins de 1% de sa collection. L'accroissement de la collection est freiné en raison d'un espace de stockage limité.
Le MMAC organise entre six et huit expositions temporaires chaque année, mettant en valeur les œuvres de la collection permanente et présentant des artistes invités de renommée régionale, nationale et internationale. Le musée organise également des expositions itinérantes et propose des programmes éducatifs qui explorent non seulement des thèmes liés à la culture locale ou régionale, mais également à l'histoire de l'art.
Le projet de construction d'un nouveau bâtiment permettant de présenter de manière plus satisfaisante les œuvres de la collection permanente, y compris l'art régional du Montana, ainsi que des expositions de renommée internationale ou des expositions itinérantes nationales, est à l'étude.

## Quelques expositions
- Ancient Threads, Newly Woven: Recent Art from China's Silk Road, du 6 septembre au 15 octobre 2005
- Photographing Montana 1894 - 1928 : The World of Evelyn Cameron, du 19 octobre au 12 novembre 2005
- The Beauty in Her . . . Paintings by Dirk Lee, du 26 octobre au 21 décembre 2005
- Frances Senska: A Life in Art, du 6 janvier au 25 février 2006
- Landscapes along the Lewis and Clark Trail : Works from the Permanent Collection, du 5 mai au 19 août 2006
- Rephotographing Atget : Christopher Rauschenberg, du 29 août au 28 octobre 2006
- Children of the Permanent Collection, du 3 novembre au 23 décembre 2006
- George Longfish: A Retrospective, du 9 mars au 20 avril 2007
- Marilyn Bruya: A Retrospective, du 26 avril au 30 juin 2007
- Rudy Remembered (1926-2007), en hommage à Rudy Autio (en), du 12 juillet au 9 août 2007
- Henry Meloy: The Portraits, du 12 juillet au 9 août 2007
- Yellowstone Engraved: Images that Popularized Jackson, Moran, and America's First National Park, du 12 juillet au 18 août 2007
- Richard Buswell : Traces - Montana's Frontier Re-visited, du 4 septembre au 20 octobre 2007
- Impacted Nations, du 15 janvier au 26 février 2008
- Miracles and Myths: Mapping the World from 1572 to 1921, du 11 mars au 29 avril 2008
- Sordid and Sacred : The Beggars in Rembrandt's Etchings, du 11 mars au 29 avril 2008
- The Poindexter Collection, du 6 mai au 16 août 2008
- By the People, For the People: New Deal Prints from the 1930s and 1940s, du 13 novembre au 19 décembre 2009
- Glacier National Park Centennial Exhibition, du 11 juin au 7 août 2010
- 60 Artists, 60 Artworks, 60 Years : Celebrating the Archie Bray Foundation, du 3 juin au 10 septembre 2011
- War Torn : The Art of Ben Steele - Paintings and Drawings from the Bataan Death March, du 23 septembre au 29 novembre 2011
- Fra Dana: American Impressionist in the Rockies, du 2 décembre 2011 au 25 février 2012
- Edith Freeman: Montana Seasons, du 31 mai au 25 août 2012
- Henry Freedman : Imagining New Worlds, du 8 août au 21 septembre 2013
- Labor & Leisure : Impressionist and Realist Masterpieces from a Private Collection, du 6 septembre 2012 au 5 janvier 2013
- Figurative Modernists: Picasso, Chagall and other Masterpieces from a Private Collection, du 3 octobre 2013 au 8 février 2014
- This is Not A Silent Movie: Four Contemporary Alaska Native Artists, du 1er mai au 5 juillet 2014
- The Art of the State : Celebrating 120 Years of the MMAC Permanent Collection, du 22 janvier au 23 mai 2015
- The Intimate Diebenkorn : Works on Paper 1949-1992, du 24 septembre au 12 décembre 2015
- George Gogas : Odyssey, du 3 mars au 23 avril 2016
- Dramatic Moments: Frederic Remington’s Early Engravings, 1882-1893 , du 9 juin au 17 septembre 2016
- Intimate West : Women Artists in Montana 1880 – 1944, du 26 janvier au 27 mai 2017
- Richard Buswell: What They Left Behind, du 8 juin au 9 septembre 2017
- James Todd: Looney Toones, du 8 juin au 9 septembre 2017
- Over There! Montanans in the Great War, du 21 septembre au 16 décembre 2017
- Contemporary Eastern European Prints: Recent Gifts from J. Scott Patnode, du 11 janvier au 26 mai 2018
- Decades: Ceramics from the Permanent Collection,  du 11 janvier au 26 mai 2018
- Horse, du 7 juin au 22 septembre 2018
- Denizens: Wildlife on the Western Frontier, du 7 juin au 6 octobre 2018
- Between Wisdom & Knowledge: Contemporary Native American Art, du 18 octobre 2018 au 16 février 2019
- Stephanie J. Frostad: The Evocative Moment, du 28 février au 15 juin 2019
- Matthew Hamon: Ratljóst, du 12 juillet au 31 octobre 2019
- The William A. Clark Collection:A Homecoming, du 31 août au 4 octobre 2019
- Jack Franjevic: Montana Modernist, du 13 septembre au 14 décembre 2019
- Manus Festus: Selected Prints from the Meri Jaye Collection, du 15 novembre au 14 décembre 2019
- Monte Dolack: The Artist's Nature, du 17 janvier au 20 juin 2020
- Art Under Pressure: Function and Form in Prints from the MMAC Collection, du 6 mars au 16 mai 2020
- Movement: Graphics and the Olympic Games, du 10 juillet au 29 août 2020
- Bookish: Selections from the Dan Weinberg Collection, du 11 septembre au 12 décembre 2020
- New Deal: Prints from the W.P.A., du 16 octobre 2020 au 16 janvier 2021